# Illes Lihir
Les Illes Lihir són un grup d'illes de Papua Nova Guinea, localitzat al nord d'Irlanda Nova, en les Coordenades: 3° 00′ 00″ S, 152° 35′ 00″ E / 3°S,152.583333°E. Formen part de l'Arxipèlag Bismarck. L'illa més gran del grup és Lihir (aka Niolam), entre les altres illes del grup hi ha: Mali, Mahur, Masahet i Sanambiet.

## Geografia
El grup d'illes que formen les "illes Lihir" està incorporat administrativament a la província de Nova Irlanda.

## Economia
Es va descobrir or a l'illa de Lihir el 1982 i es va començar a explotar el 1997. Dos jaciments, "Minifie" i "Lienetz", estan situats al cràter d'un volcà inactiu anomenat Luise Caldera a la costa est d'aquesta illa.